# 线叶水蜡烛
线叶水蜡烛（学名：Dysophylla linearis），为唇形科水蜡烛属下的一个植物种。